# Оригма (рід)
Оригма (Origma) — рід горобцеподібних птахів родини шиподзьобових (Acanthizidae). Представники цього роду мешкають в Австралії і на Новій Гвінеї.

## Таксономія
Рід Оригма довгий час вважався монотиповим, однак за результатами молекулярно-філогенетичного дослідження 2018 року два види роду Папоротчук (Crateroscelis) були переведені до роду Оригма. Предки оригми відокремилися від спільного предка вохристих і гірських папоротчуків близько 9 млн років назвд.

## Види
Виділяють три види роду Оригма:
- Оригма (Origma solitaria)
- Папоротчук вохристий (Origma murina)
- Папоротчук гірський (Origma robusta)

## Етимологія
Наукова назва роду Origma походить від слів дав.-гр. ορυγμα — шахта, туннель.